# Crítica
|  | Per a altres significats, vegeu «Crítica (desambiguació)». |

Una crítica és un judici de valor personal i subjectiu que es fa sobre les qualitats i els defectes d'una producció humana que pot ser literària, plàstica, musical o periodística, entre d'altres. El mot "crítica" ve del grec κριτικός, kritikós, significant "el que discerneix". Deriva de la paraula grega, κριτής, krités, que fa referència a una persona que ofereix el seu raonament, el seu judici o anàlisi, judici de valor, interpretació, o observació.
Els crítics solen ser especialistes que regularment opinen, jutgen o interpreten obres o accions de diversos àmbits professionals, sigui artístic, filosòfic, polític o social i, típicament, publiquen les seves observacions, sovint en revistes i periòdics. Així existeixen els crítics d'arts plàstiques, la crítica literària, de música, de televisió, de cinema i de teatre, les persones que fan crítica gastronòmica o les responsables de la crítica científica, per citar alguns dels més representatius.
El terme també pot ser usat en el llenguatge informal en el sentit de desacord o d'oposició a l'objecte de crítica, però en un sentit ampli la crítica esdevé de la confrontació de les idees prèvies respecte a aquesta nova construcció cultural.